# Werner Goldschmidt (Jurist)
Werner Goldschmidt (geboren 9. Februar 1910 in Berlin; gestorben 1987 in Buenos Aires) war ein deutscher Rechtswissenschaftler und Professor in Argentinien.

## Leben
Werner Goldschmidt ist der Sohn von Margarete und James Goldschmidt. 1931 wurde er an der Universität Hamburg zum Doktor der Rechte promoviert. 1948 wurde ihm von der Universidad Nacional de Tucumán in Argentinien der Lehrstuhl für internationales Privatrecht angeboten, dem er folgte. Er war dann an mehreren Universitäten in Argentinien Professor, insbesondere für internationales Privatrecht sowie Rechtsphilosophie. In seinem rechtsphilosophischen Hauptwerk Der Aufbau der juristischen Welt (1963) ist seine „Theorie der dreidimensionalen juristischen Welt“ ideengeschichtlich bedeutsam für die Geschichte der Rechts- und Staatsphilosophie.

## Schriften (Auswahl)
- "Sistema y Filosofía del Derecho Internacional Privado" – EJEA, 1952
- "Divorcio Extranjero de Matrimonio Argentino" – Editorial Depalma, 1981
- "La ciencia de la justicia (Dikelogía)" – Editorial Aguilar, 1958
- "Der Aufbau Der Juristischen Welt" – Wiesbaden (Steiner), 1963
- "El Principio Supremo de Justicia" – Editorial Belgrano, 1985
- Einige rechtstheoretische Probleme im Lichte der linguistischen Erkenntnistheorie, Verlag Brno, Rohrer, 1935
- Der Linguismus und die Erkenntnistheorie der Verweisungen, Zürich, Verlag für Recht u. Gesellschaft, 1936
- Die Schuld im Straf- und Zivilrecht, Breslau Marcus, 1934
- Der Aufbau der juristischen Welt, Wiesbaden Steiner, 1963